# Lotos (roślina występująca w kulturze)
Lotos – zwyczajowa nazwa różnych roślin. Wyróżnia się co najmniej trzy grupy roślin, do których może się odnosić: lotos zielny, drzewo lotosu i lotos wodny. Oprócz znaczeń związanych z rzeczywistymi roślinami wyróżnianymi w taksonomii ludowej istnieją również odniesienia religijne. Nazwa lotos pojawia się w tekstach przypisywanych Homerowi – Iliadzie i Odysei – w dwóch różnych znaczeniach. Przenoszona jest również na rośliny występujące w innych kulturach.
We współczesnym nazewnictwie naukowym nazwa lotus występuje jako nazwa rodzaju (Lotus, tj. komonica) i kilku gatunków:
- Nymphaea lotus,
- Diospyros lotus L.,
- Ziziphus lotus (L.) Lam. (pierwotnie jako Rhamnus lotus).

Niektóre nazwy są nieaktualne:
- Diospyros lotus Lour. (Diospyros loureiroana(inne języki)),
- Diospyros lotus Blanco (Diospyros multiflora(inne języki)),
- Ziziphus lotus Blanco (Ziziphus oenopolia(inne języki)).

## Lotos zielny

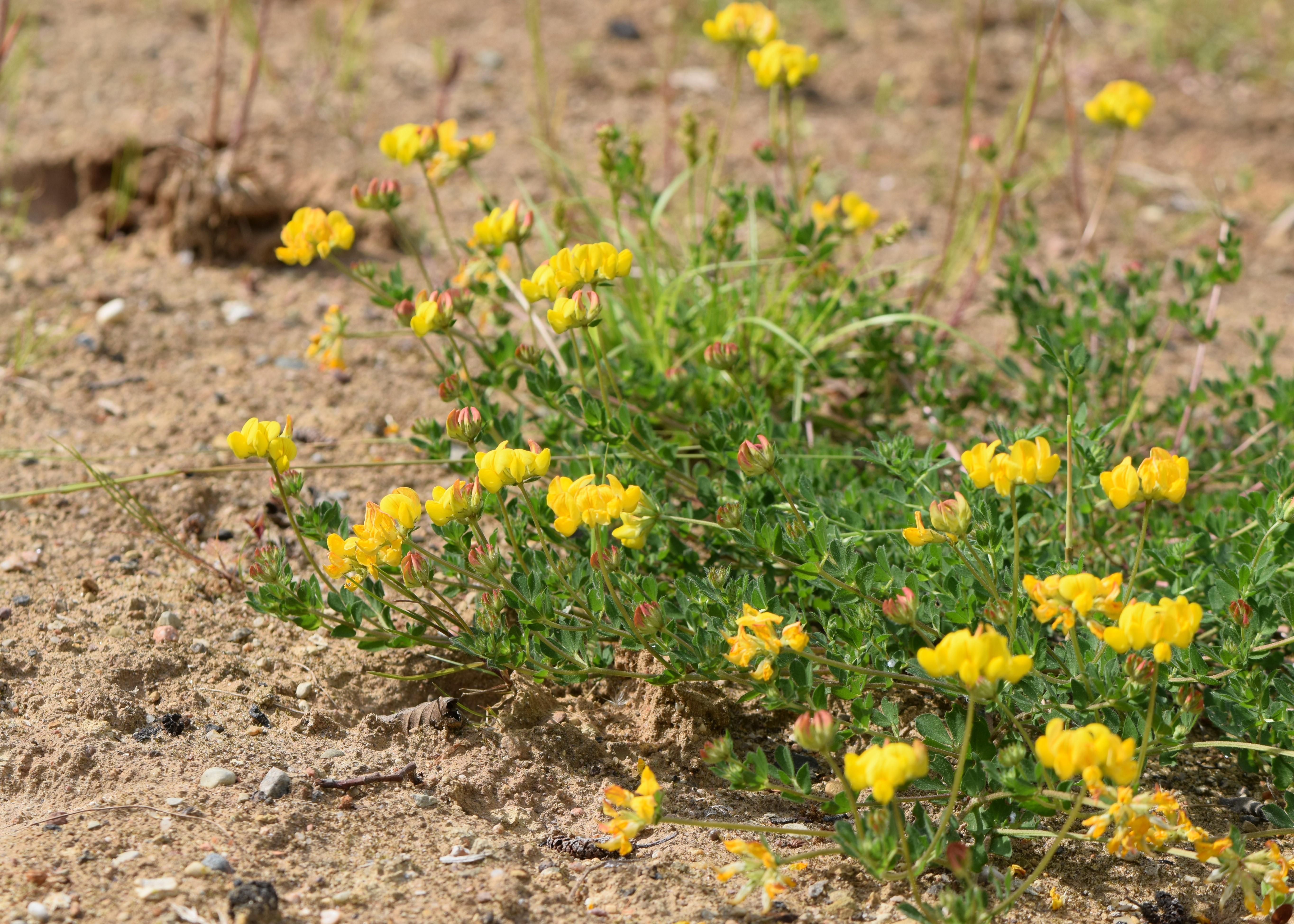
Komonica zwyczajna (Lotus corniculatus)

W Iliadzie opisany jest lotos pastewny o żółtych kwiatach. Miał mieć szczególnie dużą wartość paszową dla koni i bydła. Inni antyczni autorzy piszą o wieńcach wyplatanych z lotosu (Lotus) i lotosu miodowego (Melilotus). We współczesnym nazewnictwie botanicznym wyróżnia się rodzaje Lotus (komonica) i Melilotus (nostrzyk), ale etnobotanicy przypuszczają, że nazwy te odnosiły się do różnych gatunków z tych rodzajów, jak również do przedstawicieli rodzajów Trifolium (koniczyna) i Trigonella (kozieradka).

## Lotos drzewiasty

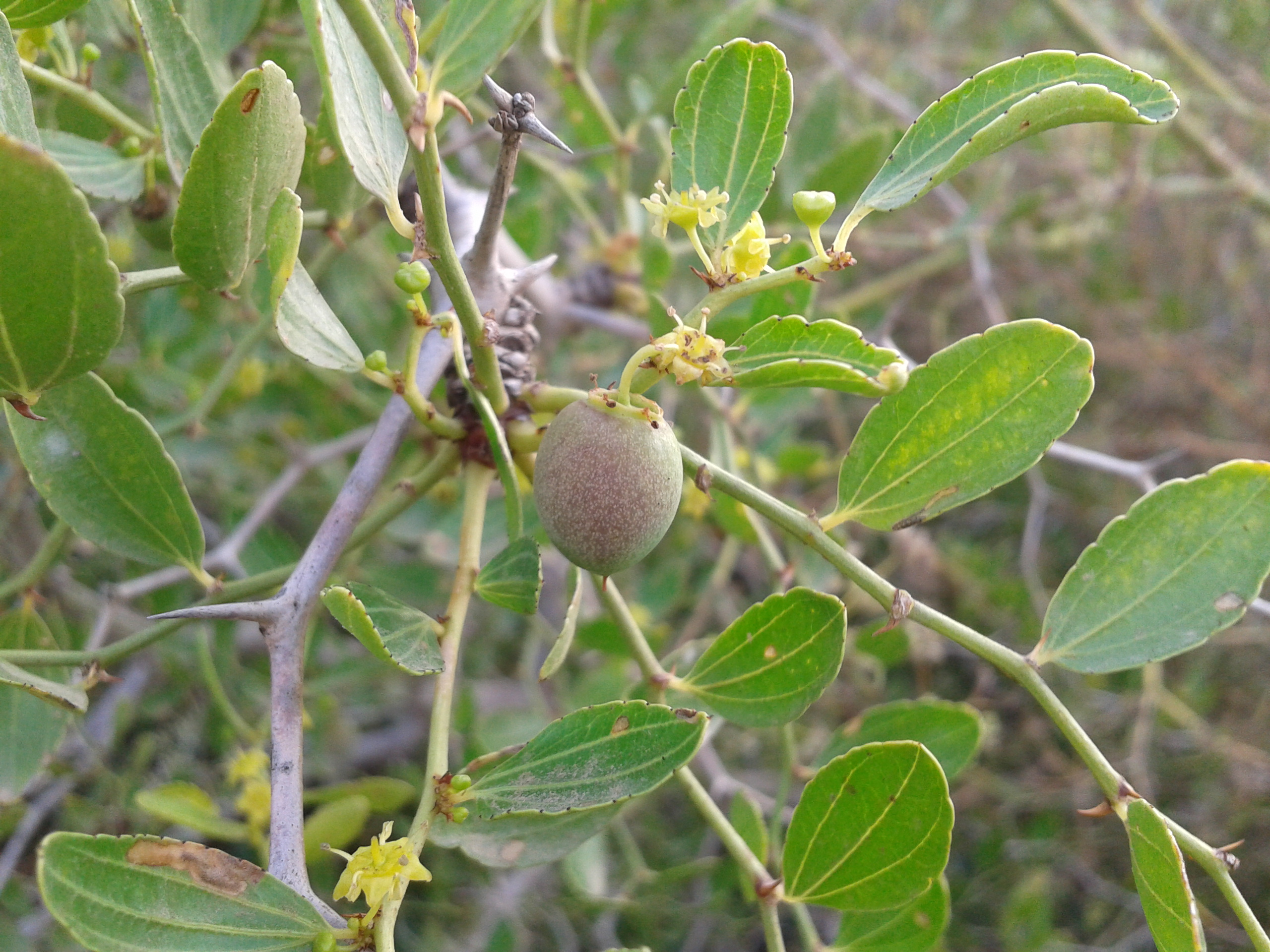
Głożyna afrykańska (Ziziphus lotus)

W Odysei opisane jest drzewo lotosu, którego owoce i kwiaty są jedynym pożywieniem plemienia Lotofagów (dosłownie 'zjadaczy lotosu'). Mają one właściwości narkotyczne, odbierając pamięć i chęć jedzenia czegokolwiek innego. Kolejni autorzy antyczni traktowali ten opis jako wiarygodny i umiejscawiali krainę Lotofagów, a więc miejsce występowania tego typu lotosu, na wybrzeżach współczesnej Libii i Tunezji, zwłaszcza na wyspie Dżerba. Teofrast rozróżnia lotos Lotofagów i lotos z Cyrenajki. Współcześni etnobotanicy skłaniają się ku temu, że pierwowzorem tego typu lotosu są drzewa z rodzaju Ziziphus (głożyna). Jeden z jej gatunków nosi współcześnie nazwę Ziziphus lotus, ale w grę wchodzą też inne gatunki.
Innym drzewem lotosu jest występujące w Przemianach Owidiusza drzewo, w które przemieniła się nimfa Lotis, a następnie też Dryope. Jego identyfikacja jest trudniejsza, bo czerwony czy purpurowy kolor kwiatów nie pasuje do głożyny. Niektórzy twierdzą, że próba odnalezienia pierwowzoru jest anachronizmem, bo dla żyjących w starożytności osób poszczególne drzewa o tej samej nazwie były indywidualnymi wcieleniami nimf i nie musiały być postrzegane jako tworzące wspólny takson.
Głożyna, zwłaszcza z gatunku głożyna cierń Chrystusa, jest też uważana za jeden z ciernistych krzewów wspominanych w Biblii i tłumaczonych na języki europejskie jako lotos. W Biblii Tysiąclecia tak rozumiany lotos jest wspomniany jako krzew związany z rzecznym potworem. Jest to też prawdopodobnie pierwowzór Drzewa Lotosu Ostatniej Granicy występującego w Koranie.

## Lotos wodny

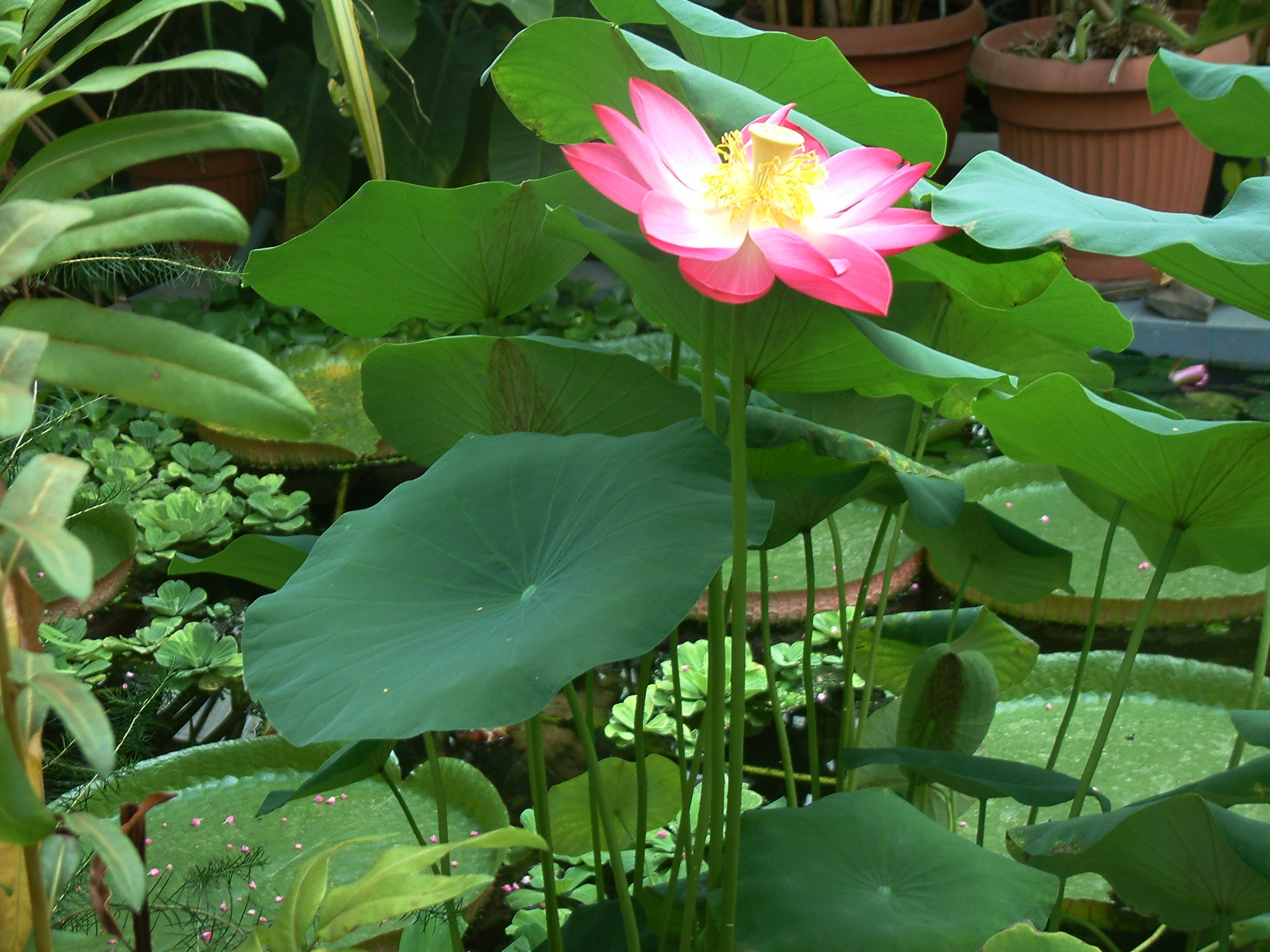
Lotos orzechodajny (Nelumbo nucifera)

Autorzy starożytni wyróżniali lotos wodny. Czasem rozróżniali lotos egipski i indyjski. Pierwszy współcześnie utożsamia się z różnymi gatunkami z rodzaju Nymphaea (grzybienie), a drugi z Nelumbo nucifera. Nelumbo w polskim nazewnictwie zwyczajowym nazywa się lotosem, a Nelumbo nucifera lotosem orzechodajnym. Lotos egipski miał w starożytnym Egipcie znaczenie kulinarne (nazywany był bobem egipskim) lub ozdobno-kulturowe, jako symbol Górnego Egiptu. W tej roli występowały prawdopodobnie głównie grzybienie błękitne (Nymphaea nouchali var. caerulea). Współcześnie grzybienie egipskie noszą nazwę Nymphaea lotus. Lotos orzechodajny (indyjski) w starożytnym Egipcie był uprawiany dość powszechnie od Epoki Późnej, pod wpływem asyryjskim i perskim, choć współcześnie nie występuje w tym regionie. Jest ważnym motywem w kulturze Indii i ruchach z niej wyrosłych zarówno religijnych, jak buddyzm, jak i w praktykach takich jak joga. Pozycja lotosu jest jednym z tego elementów.
We współczesnej akwarystyce po polsku lotosem nazywane są zarówno gatunki z rodzaju Nelumbo, jak i Nymphaea. Wśród nich popularny jest lotos tygrysi, który jest nazwą kultywarów pochodzących od Nymphaea lotus, także mieszańców z Nymphaea rubra i innymi gatunkami. W tym znaczeniu jest to nazwa bliskoznaczna dla lilii wodnych.